# Keiichirō Fukabori
Keiichirō Fukabori (jap. 深堀 圭一郎, Fukabori Keiichirō; * 9. Oktober 1968 in Tokio) ist ein japanischer Profigolfer der Japan Golf Tour.
Er wurde 1992 Berufsgolfer und spielt seit 1994 regelmäßig auf der Japan Golf Tour, wo Fukabori bislang acht Turniersiege feierte, und über 700 Mio. Yen an Preisgeldern gewonnen hat. In der Saison 2005 belegte er den dritten Platz in der Geldrangliste.
International ist Fukabori gelegentlich bei den Majors zu sehen.